# Beechcraft Bonanza
Il Beechcraft Bonanza è un aereo da turismo monomotore prodotto dalla americana Beechcraft a partire dal 1947 ed ancora in produzione, reso celebre dal particolare impennaggio a V. Con oltre 17 000 esemplari prodotti, il Bonanza detiene il record di aereo in produzione senza interruzioni su un arco temporale più lungo di qualunque altro velivolo.

## Storia
Il prototipo del Beechcraft Bonanza volò per la prima volta il 22 dicembre 1945 e il modello ottenne la certificazione nel 1947.

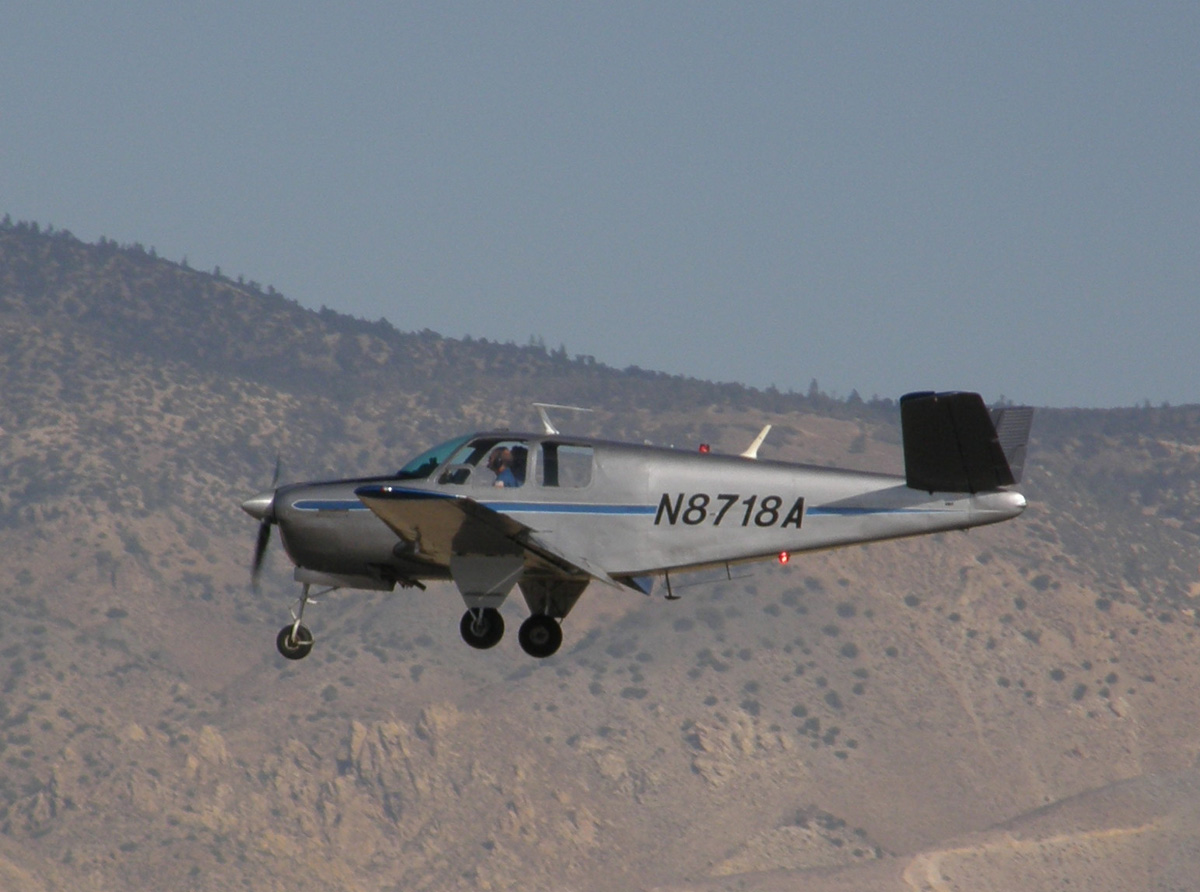
B35 Bonanza della National Test Pilot School

Il primo modello in produzione era il Model 35 con impennaggio a V, inizialmente equipaggiati con un Continental E185 e in seguito con un E185-1 e in grado di ospitare fino a 4 persone, seguito da versioni caratterizzate da modifiche minori al sistema propulsivo, alla struttura e agli interni. Nel gennaio 1949 il quarto esemplare di produzione, pilotato da William Odom e denominato Waikiki Beech, fu il primo aereo leggero a compiere un volo dalle Hawaii agli Stati Uniti continentali, volando tra Honolulu e Oakland senza tappe in 22 ore e 6 minuti; nel marzo dello stesso anno, lo stesso aereo e lo stesso pilota stabilirono il record di maggiore distanza volata senza tappe, volando da Honolulu a Teterboro in 36 ore e 2 minuti, per un totale di 8 486 km. L’aereo è stato successivamente esposto al National Air and Space Museum.
Nel 1960 venne introdotto il Model 33 Debonair in risposta al Cessna 182 e al Piper PA-24, che si distingue dal Model 35 grazie agli impennaggi classici; è in grado di ospitare fino a 4 persone. Il prototipo di questa versione volò per la prima volta il 14 settembre 1959 e gli esemplari di produzione vennero commercializzati con il nome Debonair fino al 1968, quando, a partire dalla versione E33, venne riadottata la denominazione Bonanza.
Nel 1968 è stato introdotto il Model 36, con impennaggi convenzionali, 6 posti e un portello dietro l'ala destra per facilitare il carico di bagagli o merci. Dal 1995 il Model 36 è l'unico modello in produzione.
Negli anni '60, nel contesto della guerra del Vietnam, la United States Air Force ha utilizzato il Bonanza Model 36 per sviluppare il QU-22B, un aereo pilotabile sia da un pilota che da remoto finalizzato alla ricognizione non armata.

## Versioni

### Model 35 Bonanza
- 35: versione iniziale con impennaggi a V e un Continental E185, sostituito sugli esemplari di tarda produzione da un E185-1, da 165 shp (123 kW); 1 500 costruiti[7]
- A35: longheroni ridisegnati, carrello anteriore sterzante e peso massimo al decollo incrementato; 701 costruiti[7]
- B35: A35 con motore Continental E185-8 da 185 hp (138 kW); 480 costruiti[7]
- C35: B35 con Continental E185-11 da 185 shp, elica metallica, peso massimo al decollo aumentato e piani di coda ingranditi; 719 costruiti[7]
- D35: C35 con peso massimo al decollo incrementato; 298 costruiti[7]
- E35: C35 con Continental E225-8 da 225 hp (168 kW); 301 costruiti[8]
- F35: disponibile sia con E185-11 o E225-8, aggiunto un finestrino per lato in fondo alla cabina e bordi d'attacco rinforzati; 392 costruiti[8]
- G35: alimentato con un E225-8 e con finestrini rinforzati; 476 costruiti[8]
- H35: alimentato da un Continental O-470-G da 240 shp (180 kW); 464 costruiti[8]
- J35: alimentato da un Continental IO-470-C a iniezione da 250 shp (186 kW); 396 costruiti[8]
- K35: peso massimo al decollo aumentato e quinto posto opzionale; 436 costruiti[8]
- M35: peso massimo al decollo incrementato; 400 costruiti[8]
- N35: alimentato da un IO-470-N da 260 shp (194 kW), peso massimo al decollo aumentato e finestrini posteriori ingranditi; 280 costruiti[8]
- O35: versione sperimentale con un profilo alare laminare; 1 prototipo costruito[8]
- P35: versione con strumentazione di bordo ridisegnata; 467 costruiti[8]
- S35: alimentato da un Continental IO-520-B da 285 shp (213 kW), peso massimo al decollo aumentato, cabina allungata, quinto e sesto posto opzionali e nuovo finestrino posteriore; 667 costruiti[8]
- V35: alimentato da un IO-520-B o da un TSIO-520-D turbocompresso da 325 shp (213 kW); 873 costruiti[8]
- V35A: V35 con parabrezza modificato; 470 costruiti[9]
- V35B: V35A con interni e impianto elettrico modificati; 1 335 costruiti[10]

### Model 33 Debonair/Bonanza
- 35-33: basato sul 35 ma con impennaggi convenzionali alimentato da un Continental IO-470-J da 225 shp (168 kW); 233 costruiti[11]
- 35A-33: alette compensatrici migliorate; 154 costruiti[11]
- B33: strumentazione e serbatoi ridisegnati, alimentato da un IO-470-K da 225 shp; 426 costruiti[11]
- C33: peso massimo al decollo aumentato; 304 costruiti[11]
- C33A: C33 alimentato da un IO-520B da 285 shp; 179 costruiti[12]
- D33: prototipo per una versione militare da supporto aereo ravvicinato con sei piloni subalari[12]
- E33: riutilizzata la denominazione Bonanza, alimentato da un IO-470-K; 116 costruiti[12]
- E33A: E33 con un IO-520-B; 85 costruiti[12]
- E33B: progetto di E33 con struttura rinforzata per il volo acrobatico; mai prodotto[12]
- E33C: E33B con un IO-520-B; 25 costruiti[12]
- F33: E33 con finestrini modificati; 20 costruiti[13]Bonanza F33A

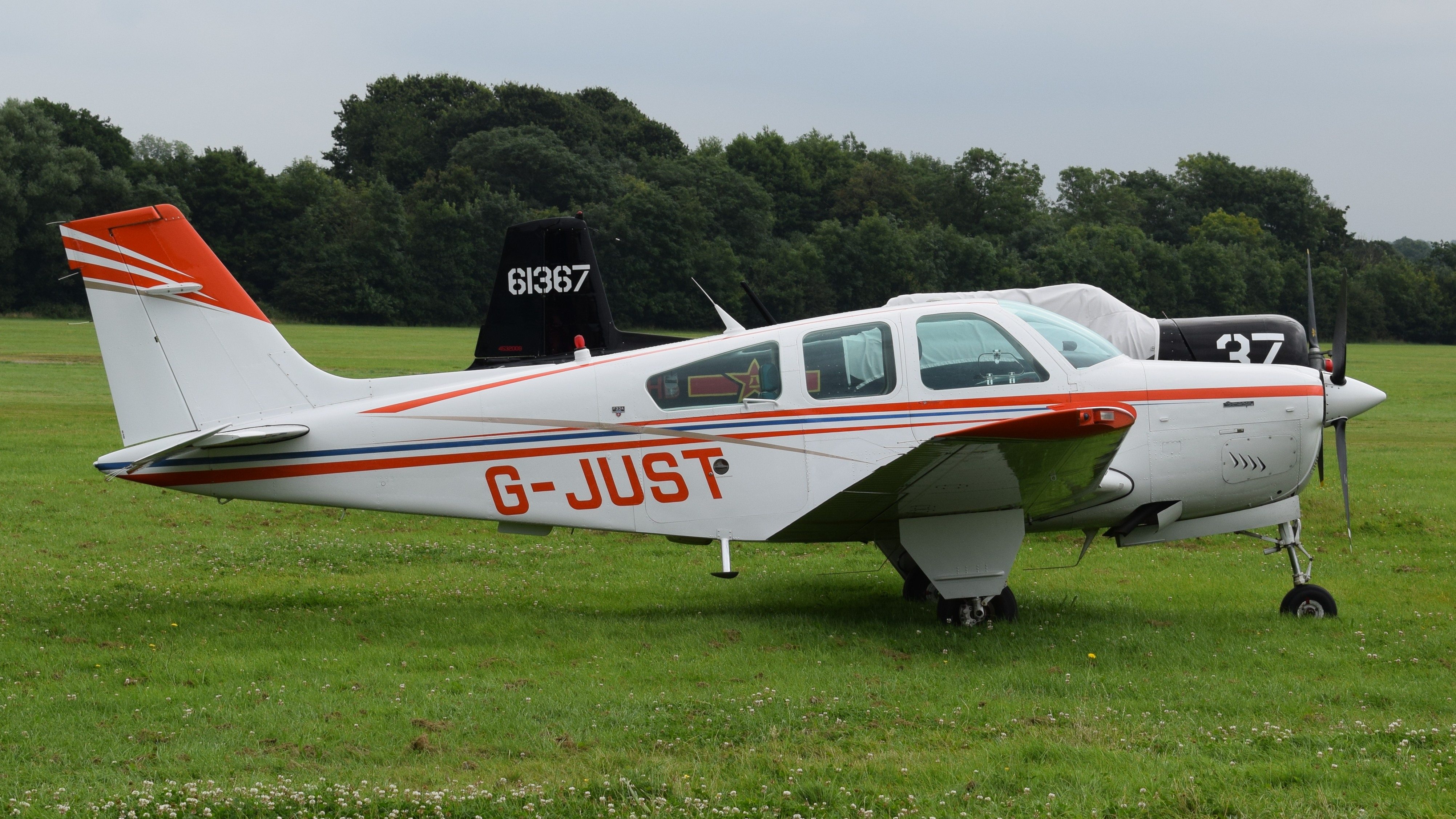
Bonanza F33A

- F33A: F33 con un IO-520-B e cabina allungata con fino a sei posti; 1502 costruiti[13]
- F33C: F33 con struttura rinforzata per il volo acrobatico; 154 costruiti[13]
- G33: F33 con un IO-470-N da 260 shp (194 kW); 50 costruiti[13]

### Model 36
- 36: versione con impennaggi convenzionali, cabina allungata, quattro finestrini per lato, portellone sul lato destro e sei posti, alimentato da un IO-520-B; 184 costruiti[14]A36 Bonanza al Dallas Executive Airport

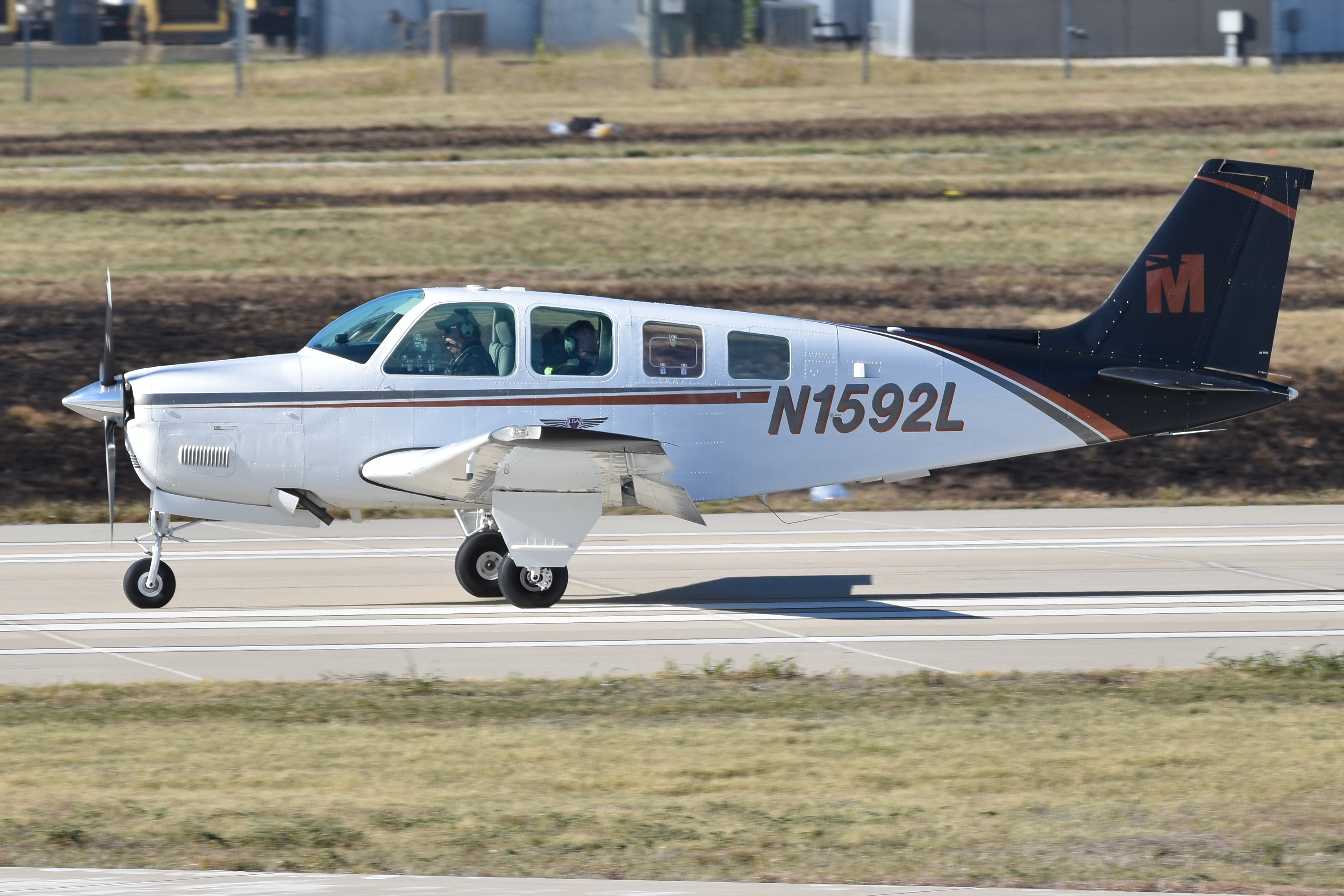
A36 Bonanza al Dallas Executive Airport

- A36: versione con nuovo impianto combustibile, peso massimo al decollo aumentato, equipaggiato dal 1984 con un Continental IO-550-B da 300 shp (224 kW) e strumentazione di bordo ridisegnata; 2 128 costruiti[15]
- A36TC: versione con un TSIO-520-UB turbocompresso da 300 shp
- T36TC: A36 equipaggiato con un TSIO-520 da 325 shp e impennaggio a T; 1 prototipo costruito[16]
- B36TC: A36TC con maggiore apertura alare, peso massimo al decollo e autonomia incrementati e pannello degli strumenti ridisegnato; 116 costruiti[16]
- G36: versione attualmente in produzione con glass cockpit Garmin G1000[17]

### QU-22

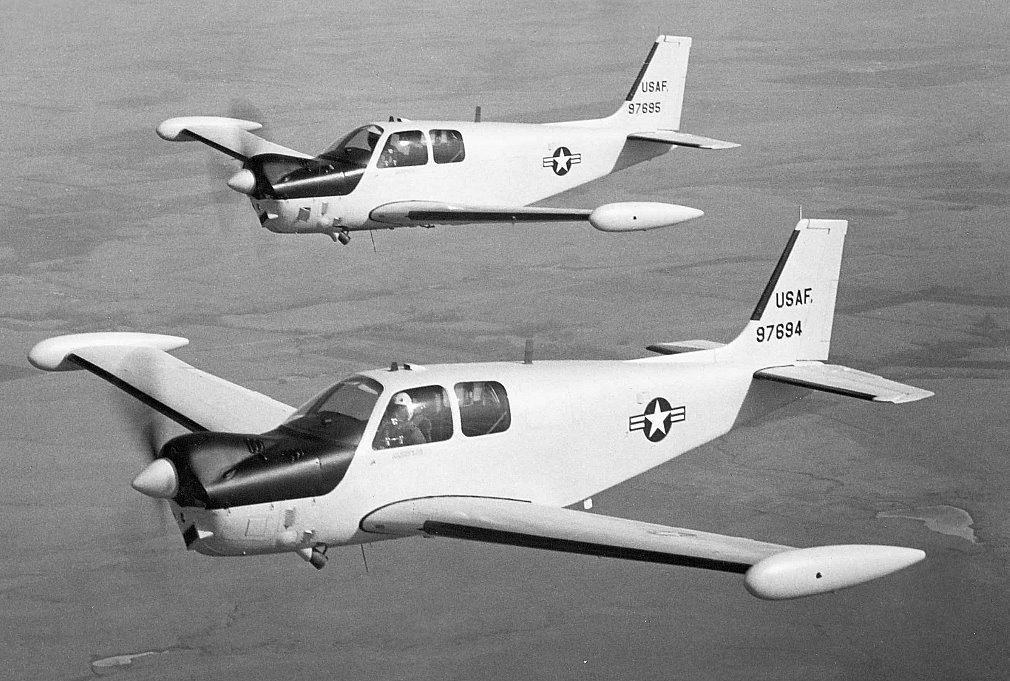
Due QU-22B della USAF in volo con i propri piloti

- YQU-22A: prototipo di un aeromobile da ricognizione pilotabile tradizionalmente o da remoto, basato sul Model 33; costruito in 6 esemplari[6]
- YAU-22A: prototipo di aeromobile a pilotaggio tradizionale o da remoto per l'attacco al suolo costruito in un unico esemplare[18]
- QU-22B: aeromobile da ricognizione a pilotaggio tradizionale o da remoto basato sul Model 36 ed equipaggiato con un Continental GTSIO-520 da 375 shp, nuova elica con velocità di rotazione ridotta per ridurre il rumore e serbatoi ausiliari alle estremità alari; 27 costruiti[5]

## Incidenti degni di nota
- Il 31 luglio 1955 l'attore Robert Francis è deceduto insieme ad altre due persone dopo che il Bonanza che stava pilotando si schiantò poco dopo il decollo dall'Aeroporto Hollywood Burbank.[19]
- Il 3 febbraio 1959, in quello che viene ricordato come The Day the Music Died, Buddy Holly, Ritchie Valens e The Big Bopper sono morti insieme al pilota dopo che il Bonanza su cui volavano, registrato N3794N, precipitò nei pressi di Clear Lake dopo essere decollato in condizioni di meteo avverso.[20]
- Il 31 luglio 1964 il Debonair registrato N8972M con a bordo il cantante Jim Reeves e il suo pianista e manager Dean Manuel si è schiantato in fase di atterraggio nei pressi di Brentwood dopo essere entrato in una zona temporalesca.[21]
- Il 14 febbraio 1975 il V35B registrato N23JP pilotato dal membro della Camera dei Rappresentanti Jerry Pettis si è schiantato nei pressi di Cherry Valley a causa di condizioni meteo avverse.[22]
- Il 19 marzo 1982 il chitarrista Randy Rhoads è morto dopo che l'F35 registrato N567LT su cui volava insieme all'autista e al truccatore del gruppo si è schiantato contro il pullman della band durante un volo radente, finendo contro un albero e un edificio; l'aereo era stato ottenuto senza permesso dall'autista che possedeva un brevetto di pilota.[23]

## Utilizzatori

### Civili

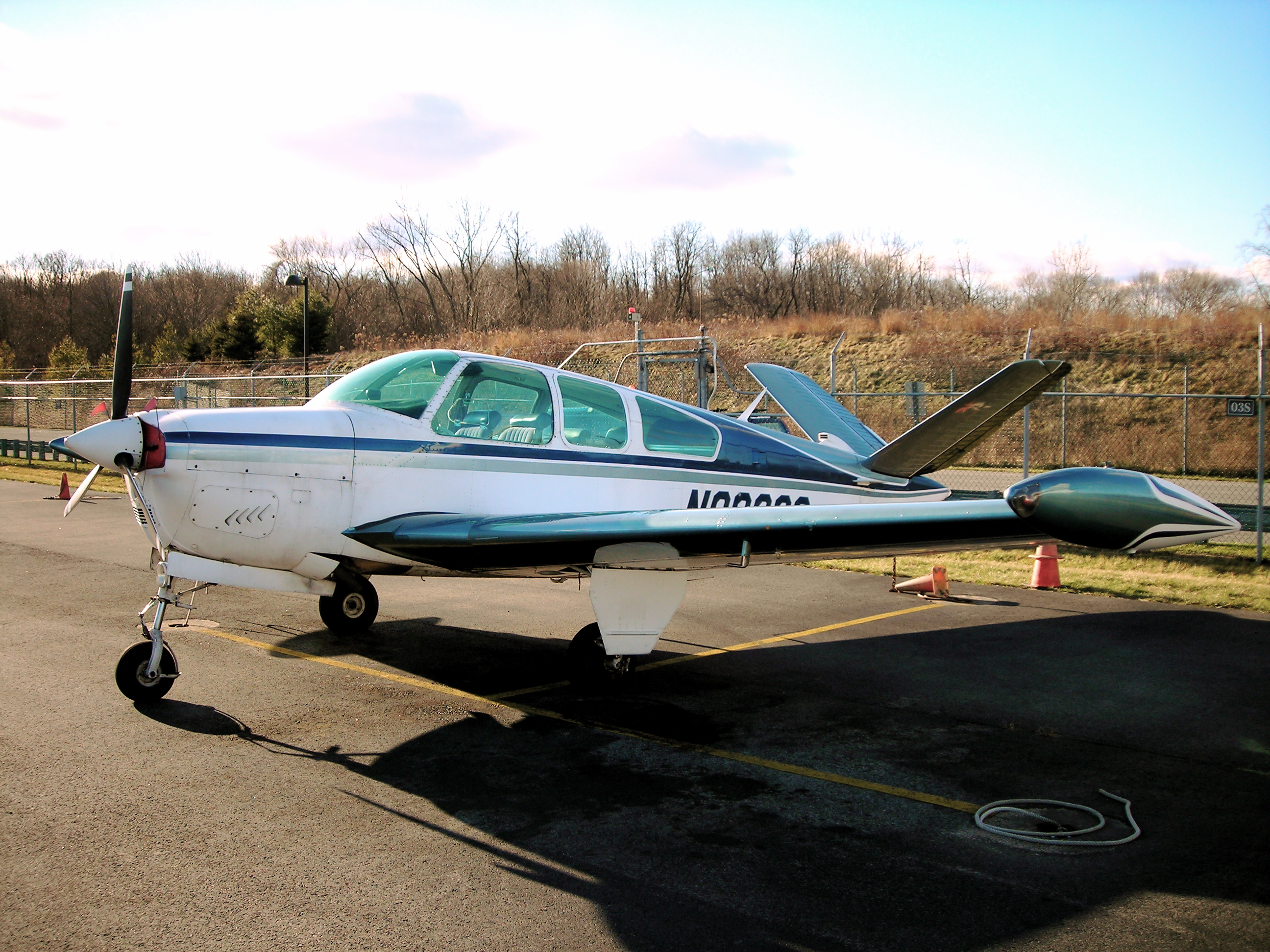
S35 costruito nel 1965 con serbatoi ausiliari alle estremità alari

Germania
- Lufthansa Aviation Training

21 F33A ordinati nel 1972, in fase di sostituzione.
 Singapore
- Singapore Airlines

4 F33C ordinati negli anni '80 per l'addestramento dei piloti.
 Stati Uniti
- Lake Central Airlines
- Pacific Southwest Airlines

12 F33A ordinati per l'addestramento dei piloti.

### Militari
Bolivia
- Fuerza Aérea Boliviana

1 F33 fuori servizio, 1 A36 consegnato nel 1994 di cui non sono note le condizioni.
 Costa d'Avorio
- Force Aérienne de la Côte d'Ivoire

6 F33C fuori servizio.
 Indonesia
- Tentara Nasional Indonesia Angkatan Udara

9 G36 in servizio nel 2021.
 Iran
- Niru-ye Havayi-ye Shahanshahiy-e Iran

16 F33C consegnati.
 Israele
- Heyl Ha'Avir

18 A36 “Hofit” ordinati e consegnati a partire dal 2004 più altri 6 ordinati nel 2005, per un totale di 24 A36 utilizzati per compiti di collegamento. 3 A35 ottenuti nel 1948, dotati localmente di piloni alari per attacco leggero al suolo, sono stati ritirati nel 1952.
 Messico
- Armada de México

5 F33C consegnati.
- Fuerza Aérea Mexicana

21 F33C consegnati e tutti ritirati.
 Nicaragua
- Guardia Nacional de Nicaragua

1 A35 ritirato dal servizio.
 Paraguay
- Ejército Paraguayo

1 A36 in servizio tra il 1989 e il 1996.
- Fuerza Aérea Paraguaya[31]

 Spagna
- Ejército del Aire

30 F33C consegnati tra il 1974 e il 1976.
 Stati Uniti
- United States Air Force

6 YQU-22A e 27 QU-22B impiegati durante la guerra del Vietnam, di cui 2 persi a causa di guasto al motore e perdita di controllo a causa di una turbolenza.
 Thailandia
- Kongthap Akat Thai

3 Beechcraft 35 in servizio tra il 1951 e il 1962 precedentemente in servizio con la Kongthap Ruea Thai.